# ペトラ・マルチンコ
ペトラ・マルチンコ（Petra Marčinko、2005年12月4日 - ）は、クロアチア・ザグレブ出身の女子テニス選手。WTAランキング自己最高位はシングルス362位、ダブルス939位。2022年全豪オープンジュニア女子シングルス優勝。

## 経歴
2021年6月、2021年全仏オープンジュニア女子ダブルスでベスト8となった。2021年9月、2021年全米オープンジュニア女子シングルスでベスト8となった。2022年1月、2022年全豪オープンジュニア女子シングルスで優勝し、ジュニア女子ダブルスでベスト4となった。2022年3月、ITF女子サーキットで初優勝した。2022年、ビリー・ジーン・キング・カップのクロアチア代表に選出され、ヨーロッパ/アフリカゾーンのスウェーデン代表戦で初出場した。

## 4大大会シングルス成績

### ジュニア女子シングルス: 1回 (優勝1回)
| 結果 | 年     | 大会         | サーフェス | 対戦相手             | スコア   |
| ---- | ------ | ------------ | ---------- | -------------------- | -------- |
| 優勝 | 2022年 | 全豪オープン | ハード     | ソフィア・コストラス | 7–5, 6–1 |